# Ormia rachoui
Ormia rachoui är en tvåvingeart som beskrevs av Tavares 1962. Ormia rachoui ingår i släktet Ormia och familjen parasitflugor. Inga underarter finns listade i Catalogue of Life.